# Gusztáv idegen tollakkal
A Gusztáv idegen tollakkal a Gusztáv című rajzfilmsorozat harmadik évadának kilencedik epizódja.

## Rövid tartalom
Gusztáv valaki más vitorláshajójával hódít meg egy csinos nőt, amikor azonban balesetet okoz, minden kiderül.

## Alkotók
- Rendezte: Jankovics Marcell
- Írta: Dargay Attila, Jankovics Marcell, Nepp József
- Zenéjét szerezte: Pethő Zsolt
- Operatőr: Henrik Irén, Neményi Mária
- Hangmérnök: Horváth Domonkos
- Vágó: Czipauer János
- Színes technika: Dobrányi Géza, Kun Irén
- Gyártásvezető: Kunz Román

Készítette a Pannónia Filmstúdió.